# Pseudaleuroplatus kiensis
Pseudaleuroplatus kiensis là một loài côn trùng cánh nửa trong họ Aleyrodidae, phân họ Aleyrodinae.
Pseudaleuroplatus kiensis được Martin miêu tả khoa học đầu tiên năm 1999.